# 在ベネズエラ日本国大使館
在ベネズエラ日本国大使館（スペイン語: Embajada del Japón en Venezuela / Embajada de Japón en Venezuela、英語: Embassy of Japan in Venezuela）は、ベネズエラの首都カラカスにある日本の大使館。

## 歴史

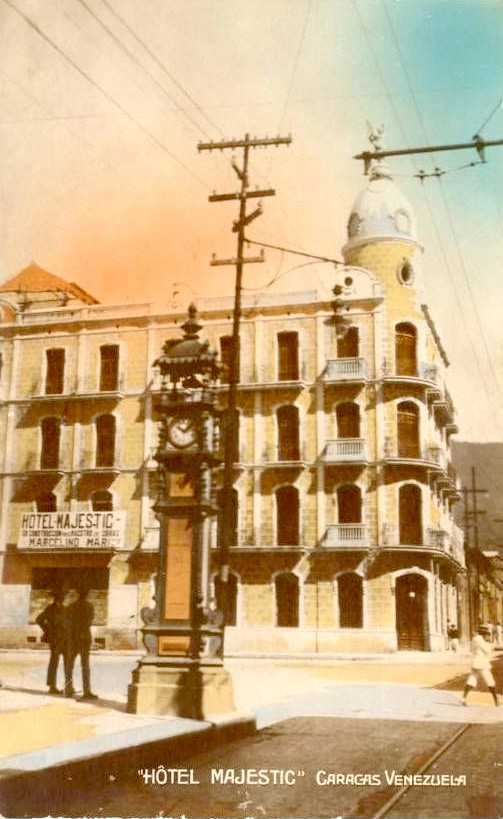
在ベネズエラ日本帝国公使館が入居していたオテル・マヘスティック（マジェスティック・ホテル）

1938年6月1日、カラカスのオテル・マヘスティック（マジェスティック・ホテル）に在ベネズエラ日本帝国公使館（在ヴェネズエラ日本帝国公使館）が開設された。初代特命全権公使はボゴタ常駐の山形清で、1938年8月19日にカラカスへ到着し、同年10月11日にエレアサル・ロペス・コントレーラス大統領へ信任状を捧呈した。
1939年9月1日に第二次世界大戦が勃発した当初ベネズエラは中立を維持していたが、大日本帝国が真珠湾を攻撃してから1ヶ月足らずの1941年12月31日、ベネズエラは大日本帝国を含む枢軸国との関係を破棄して連合国側に付くことを宣言した。これにより両国の外交関係が断絶し、カラカスの帝国公使館も閉鎖された。
1952年4月28日、サンフランシスコ平和条約の発効により日本国が独立したが、ベネズエラも同条約締結国のうちの一国である。同年内に、日本とベネズエラの外交関係が再開。1957年3月30日、在ベネズエラ日本国公使館（在ヴェネズエラ日本国公使館）を大使館に昇格することが定められ、同年7月1日に在ベネズエラ日本国大使館（在ヴェネズエラ日本国大使館）が発足した。

## 所在地
Torre Digitel, Piso 9, Avenida Don Eugenio Mendoza con Esquina Calle Miranda, Urbanización La Castellana, Municipio Chacao, Estado Miranda